# Gori Amir

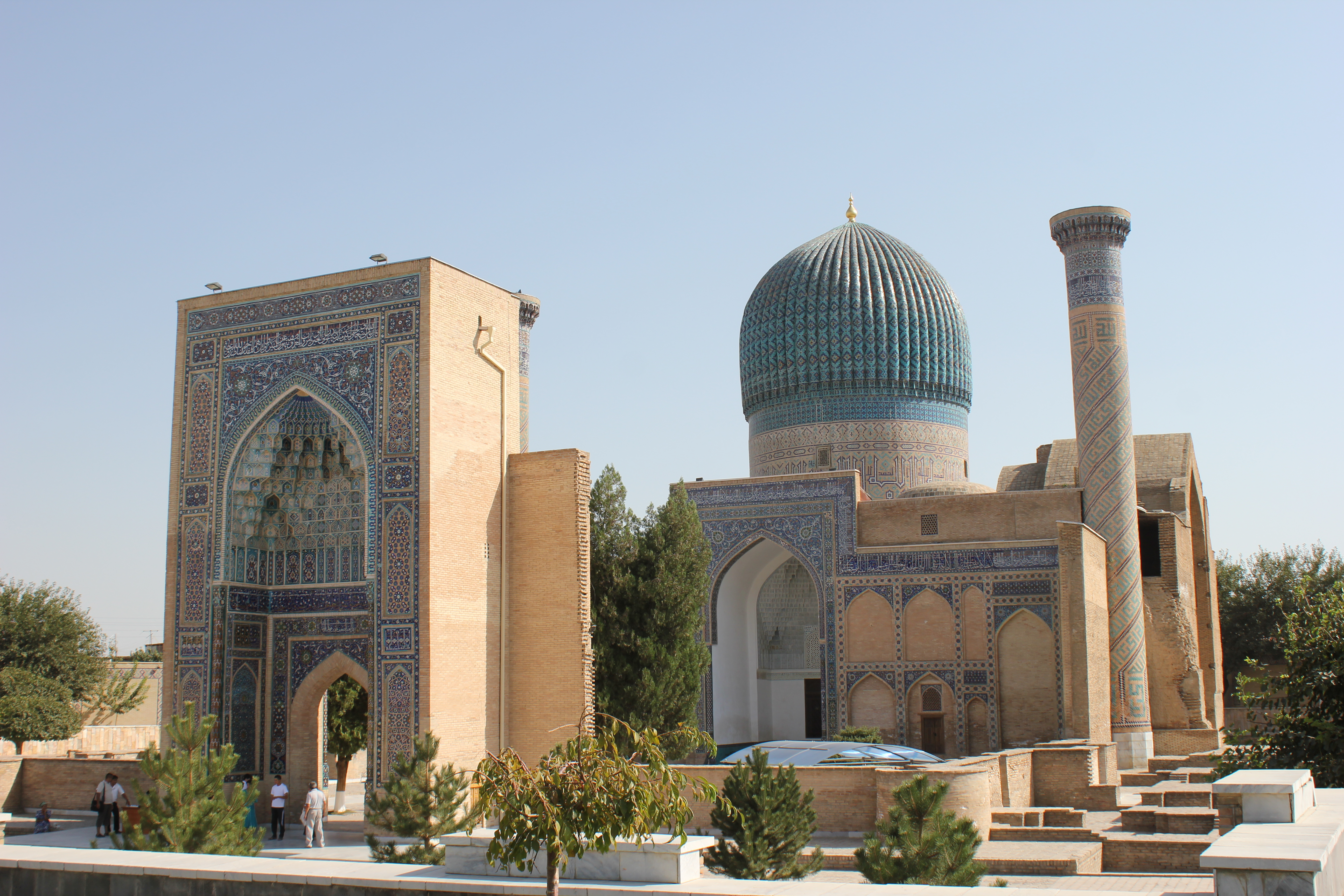
Gori Amir

Das Gori Amir (usbekisch Goʻri Amir; von persisch گور امیر, DMG Gūr-i Amīr, ‚Grab des Herrschers‘) ist ein Mausoleum in der usbekischen Stadt Samarkand. Es ist auch als Amir-Temur-Mausoleum (usbekisch Amir Temur maqbarasi) bekannt. In dem Bauwerk befindet sich die Grabstätte von Amir Timur (Tamerlan), einiger Mitglieder seiner Familie und weiterer Persönlichkeiten aus dem Umfeld des Herrschers, darunter Ulug Beg, Schah-Ruch und Mir Said Berke. Es wurde in den Jahren 1403/04 erbaut und gilt als herausragendstes Beispiel der unter den Timuriden entwickelten besonderen Konstruktion einer doppelschaligen Kuppel. Die melonenförmige gerippte Kuppel des Mausoleums über einem hohen Tambour bildet das dominante Zentrum der Anlage.

## Baugeschichte

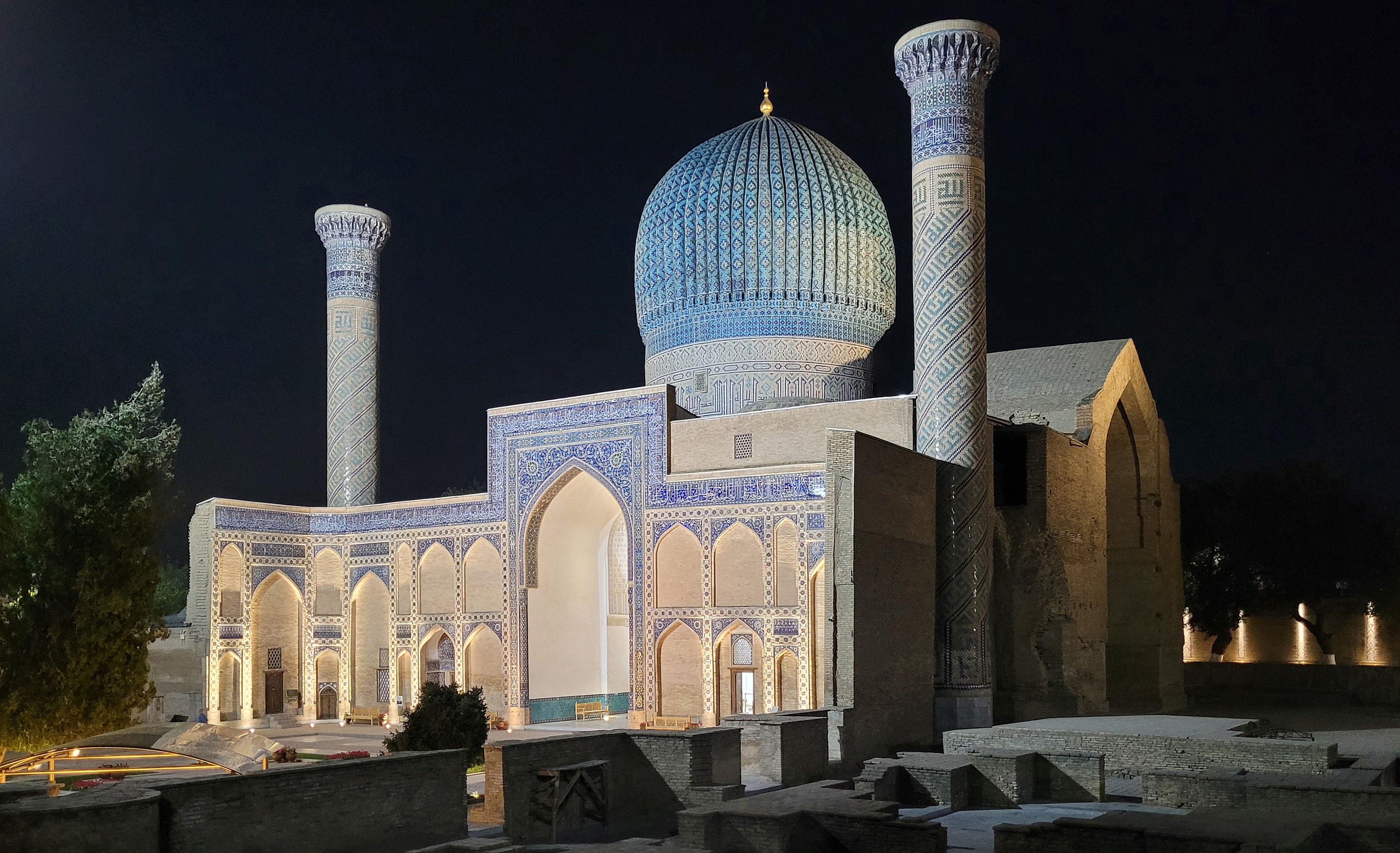
Nachtansicht

Das Mausoleum (qubba) wurde noch während der Herrschaft Timurs in Auftrag gegeben und war ursprünglich für seinen in der Schlacht bei Angora (1402) gefallenen Lieblingsenkel Muhammed Sultan gedacht. Seine eigene Ruhestätte hatte Timur in seiner Heimat Schahr-i Sabs (früher Kesch) geplant. Bereits um 1401 wurden eine Koranschule (madrasa) und ein Gebäude für eine Sufi-Bruderschaft (chanakah) fertiggestellt, die das Mausoleum später rechts und links von dessen Front flankierten. Das Mausoleum wurde noch vor Timurs Tod (14. Februar 1405) fertiggestellt, also Ende des Jahres 1404 oder Anfang 1405. Im Bericht des spanischen Gesandten Ruy González de Clavijo, der zu dieser Zeit in Samarqand weilte, ist erwähnt, dass Timur der ursprüngliche Bau zu niedrig war und deshalb – angeblich innerhalb von zehn Tagen – vollständig umgebaut wurde. Am 30. Oktober 1404 fand in der Madrasa eine Feier anlässlich des erfolgten Umbaus statt, von der ebenfalls Clavijo berichtet, der zu diesem Fest eingeladen worden war. Unter der Ägide Ulug Begs wurde um 1434 ein großer Iwan als Hauptportal errichtet und die Minarette am Mausoleum durch eine Arkadenblende verbunden. Nach dem Ende der Schaibanidendynastie fiel Samarqand in die Bedeutungslosigkeit zurück, entsprechend verfielen auch die Baudenkmäler.
Die sowjetische Wissenschaftler um den Anthropologen M. M. Gerasimov haben Timurs Grab noch kurz vor dem deutschen Überfall auf die Sowjetunion  geöffnet (19. Juni 1941). Gerasimov machte Timurs Gesichtsrekonstruktion und erkannte, dass Timur hinkte und 172 cm groß war. Als kurz nach der Exhumierung Timurs die deutsche Wehrmacht in der Sowjetunion einfiel, erlebte die Legende über dem Fluch einen Popularitätsschub. Auch die Kriegswende in Stalingrad brachte der Aberglaube im Volk mit der erneuten Bestattung der Gebeine nach muslimischen Riten im Jahr 1942 in Verbindung.
Erst nach dem Zweiten Weltkrieg setzten umfassende Restaurierungsarbeiten ein. In den 1950er Jahren wurde die Kuppel restauriert, deren farbige Fliesen größtenteils abgefallen waren, ebenso der Eingangsiwan und die Minarette. In den 1970er Jahren folgte die Restaurierung der Innenausstattung. Weder die Madrasa noch die Chanakah konnten rekonstruiert werden. Während von letzterer jegliche Vorstellung fehlt, vermitteln die erhaltenen Grundmauern noch einen Eindruck von der Gestaltung der Madrasa. Mit dem Aufleben des Timur-Kults nach Gründung der Republik Usbekistan (1991) intensivierte sich auch die Pflege seiner Kultstätten. Bei Dunkelheit wird der Museumskomplex in verschiedenen Farben beleuchtet und so seine Stellung als herausragendes Baudenkmal von Samarqand betont.

## Architektur

### Außenbau

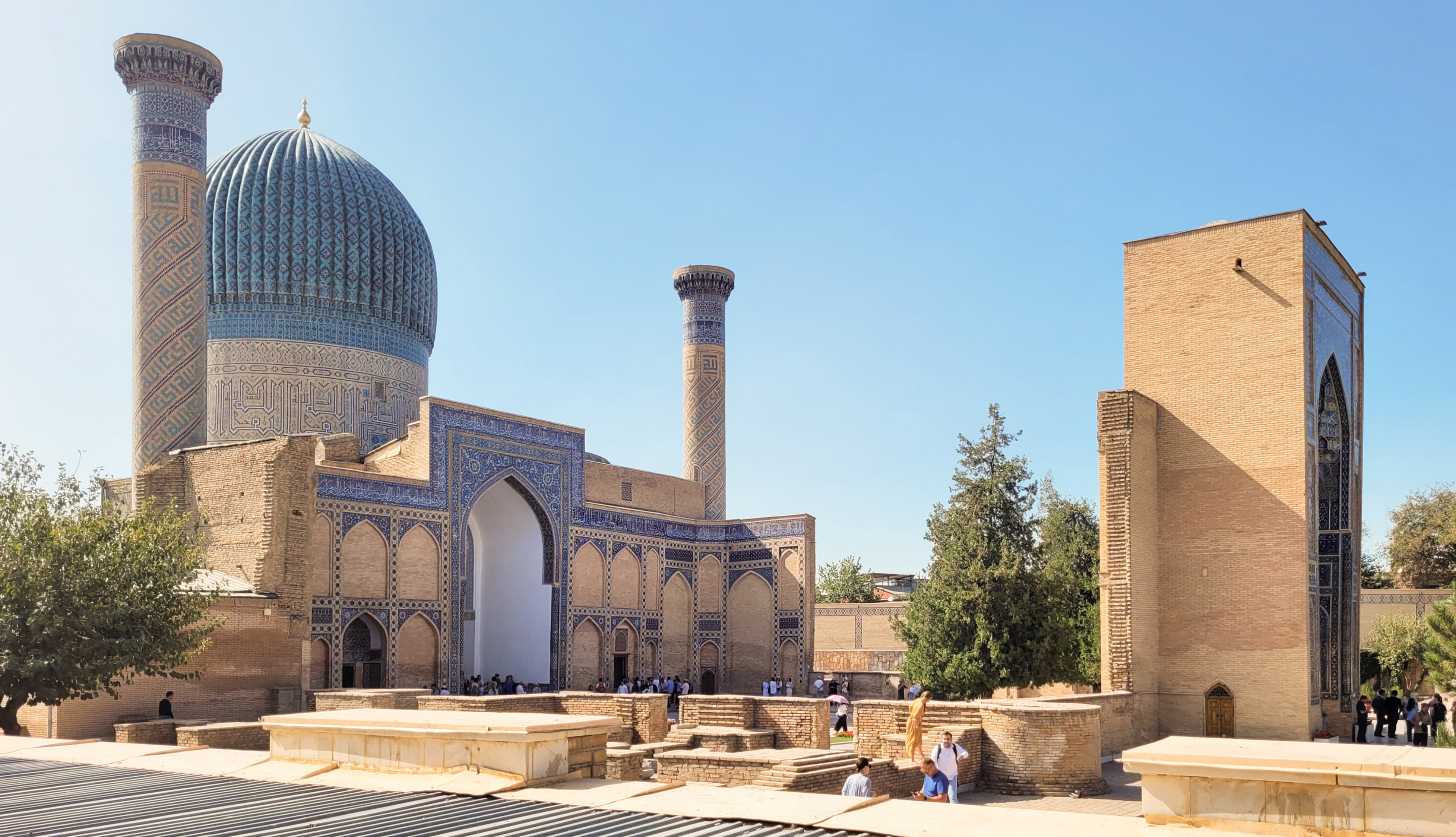
Außenansicht

Den Haupteingang zum Mausoleumskomplex bildet ein großer Bogen (iwan) von 12,07 m Höhe, der dem Architekten Muhammad ibn Mahmud aus Isfahan zugeschrieben wird. Ihm schließt sich ein Innenhof an, an dessen rechter Seite sich einst die Chanaka und an der linken Seite die Madrasa befand, von denen nur noch Fundamentreste existieren. Der Innenhof misst ca. 29,50 × 30,40 m und wurde um 1434 während der Herrschaft Ulug Begs gestaltet. Unmittelbar vor dem eigentlichen Mausoleum wurde ein zweiter iwan errichtet, der zum Hof hin offen ist und einschließlich des rechteckigen Rahmens (pischtak) ca. 11,80 m hoch ist. Rechts und links schließen sich an den Iwan zwei Arkadenmauern an, deren Verzierungen Nischen andeuten und der Front das Aussehen einer Madrasa geben. Von ursprünglich vier Minaretten, die einst freistehend die Ecken des Innenhofes markierten, sind nur die beiden am Mausoleum erhalten geblieben. Sie sind mit ähnlichen Mosaiken wie der Unterbau des Mausoleums verziert, die spiralförmig um den Minarettkörper nach oben verlaufen.
Das insgesamt 34,09 m hohe Mausoleum ist in der Höhe dreigeteilt. Das tragende Element ist ein ca. 13 m hoher Unterbau mit einem innen quadratischen Grundriss, der durch Nischen an allen vier Seiten erweitert ist. Die Außenwände bilden ein gleichmäßiges Achteck mit einer Kantenlänge von ca. 7,50 m. Der Unterbau ist mit geometrischen Mosaiken verziert, als Bindeglied für den Tambour wurde eine sechzehneckige Trompenzone aufgesetzt. Darauf befindet sich der zylindrische Tambour, der mit einem Band aus Majolika-Fliesen mit kufischer Schrift verziert ist, auf dem „Allah allein ist ewig“ steht. Ober- und unterhalb des Schriftbandes befinden sich Mosaikfriese, die ebenfalls als Band um den Tambour ausgeführt sind. Die melonenförmige Kuppelschale, die etwa 13 m hoch ist, schließt den Bau ab. Die Übergangszone zwischen Tambour und Kuppel – die nach außen vorgewölbt ist und damit einen größeren Radius als der Tambour hat (Bauchung) – bildet ein zweireihiges Stalaktitband (muqarnas). Die Kuppel ist mit 64 gleichmäßigen Rippen versehen, die jeweils für ein Lebensjahr Mohammeds stehen sollen. Glasierte Fliesen, die ein einfaches rhombenförmiges und regelmäßiges Mosaik bilden, bilden die Verzierung. Obwohl dabei Fliesen verschiedener Farben – hauptsächlich Türkis und Kobalt, aber auch Violett und Orange – verwendet wurden, wirkt die Kuppel aus größerer Entfernung blau. Je nach Tageszeit und Lichteinfall ändern sich die Farbnuancen und die Schatteneffekte, die durch die Rippen hervorgerufen werden.

### Innenraum

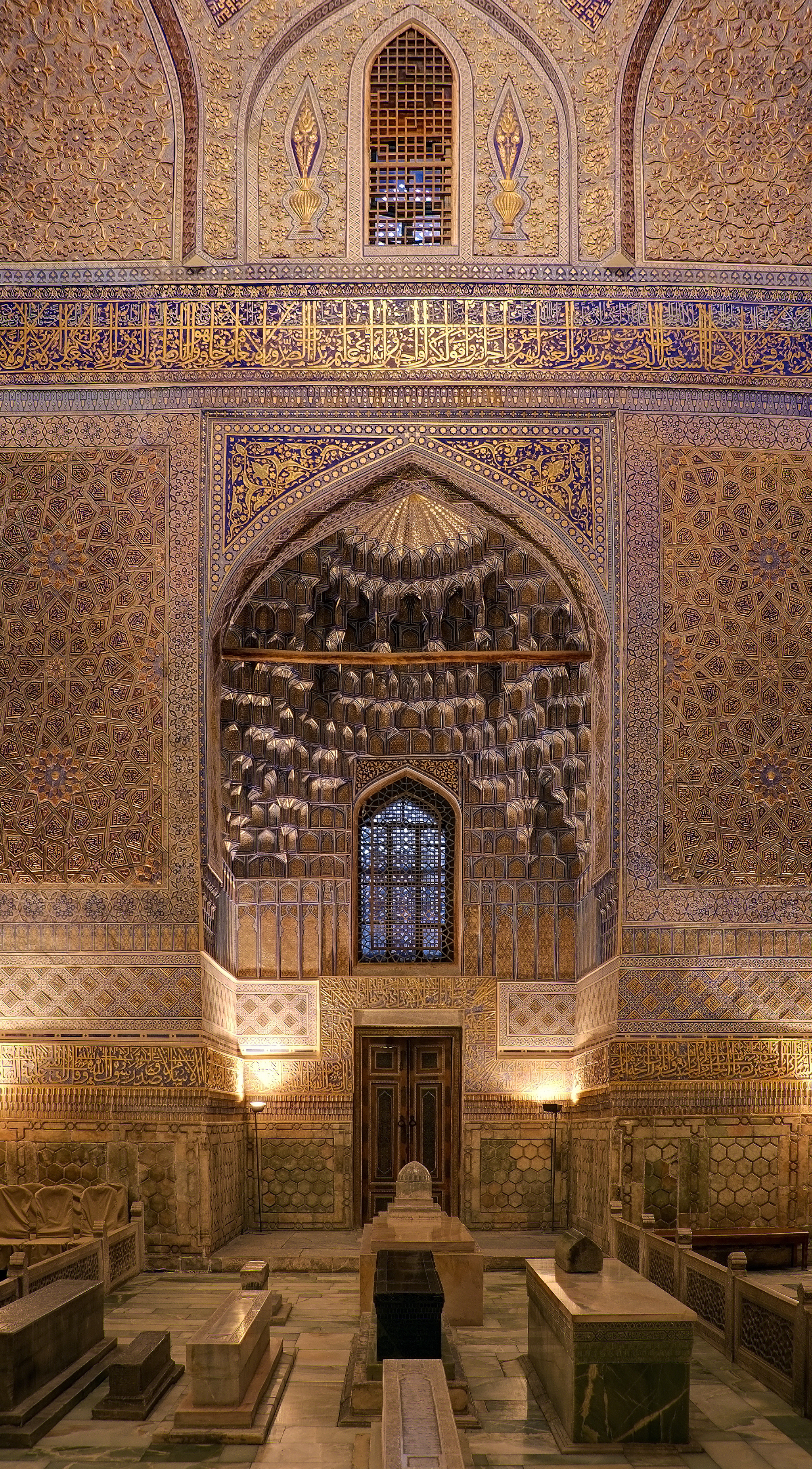
Innenansicht mit schwarzem Kenotaph Amir Timurs

Der Weg zur Grabstätte führt nicht direkt vom Eingangsiwan in den Innenraum, sondern über eine seitlich verlaufende Galerie. Der Innenraum des Mausoleums besitzt wiederum einen quadratischen Grundriss, der durch vier Nischen vergrößert wird, so dass ein kreuzförmiger Raum entsteht. Die Nischen sind iwanähnlich ausgeführt und mit Stalaktitbaldachinen in die Decke des Gebäudes überführt. Für den Besucher ist sofort auffällig, dass die Decke weder von der Form noch von der Höhe zur von außen sichtbaren Kuppel passt. Grund dafür ist, dass sich im Inneren eine zweite Kuppelschale befindet, deren Form eher einem persischen Bogen entspricht und deren lichte Höhe lediglich 22,85 m beträgt. Der Raum zwischen Innen- und Außenkuppelschale ist hohl, durch ihn verlaufen jedoch Holzverstrebungen, welche die äußere Kuppelschale gegen die Innenkuppel abstützen und so das Gebäude stabilisieren.
Der Innenraum ist ebenfalls üppig verziert. Die Sockelwände wurden mit sechseckigen Onyxfliesen versehen. Ein Stalaktitband versetzt die Wände über dem Sockel etwas mehr in den Raum hinein, direkt über diesem Muqarnasdekor läuft ein Band aus grünem Jaspis durch den Innenraum, auf dem Genealogie und Leben Timurs verzeichnet sind. Der Rest der Wandfläche wurde mit persischen Tapeten beklebt, deren herausragendes Merkmal Pappmaché-Reliefs sind. Die Bemalung der Tapeten ist üppig, die dominierenden Farben sind Blau und Gold. Den Übergang zwischen eckigen Wänden und runder Kuppel bilden wiederum Muqarnas-Gewölbe.
Auf dem Boden befinden sich mehrere Kenotaphe, die die jeweiligen unterirdischen Ruhestätten der Toten markieren. Hervorstechend in diesem Ensemble ist das schwarze Kenotaph Timurs aus Nephrit. Auch auf ihm finden sich Inschriften, die das Leben Timurs beschreiben und seine tschagataidische Abstammung in idealisierter Form hervorheben. Unterhalb des Hauptraumes befindet sich eine Krypta mit flach gespannter Ziegelwölbung, in der sich auch die eigentlichen Grabmale befinden. Die Krypta ist über einen außerhalb des Mausoleums befindlichen Eingang zugänglich.